# Saint Pierre (Guernsey)
Saint Pierre (en inglés: Saint Peter, en francés: Saint-Pierre-du-Bois), es una parroquia civil en el Bailiazgo de Guernsey. Es el centro de las parroquias occidentales de Guernsey, que incluye Torteval, Saint Saviour y Forest.
El antiguo apodo para los habitantes de Saint Pierre era etcherbaots, que significa escarabajos.
El código postal de las direcciones de las calles de esta parroquia comienza con GY7.
Saint Pierre ganó el pequeño premio costero Britain in Bloom en 2015, y una medalla de oro en la competencia Champion of Champions en 2016.
La parroquia lleva el nombre de San Pedro, uno de los doce apóstoles de Jesús. Su nombre se traduce como San Pedro del Bosque.

## Geografía
La parroquia está ubicada en el oeste de la isla y tiene fronteras al este con Saint Saviour y al sureste con Forest. Limita al sur con las dos partes de la parroquia de Torteval, y por eso tiene una costa corta al sur añadido a la costa más larga al oeste. Hay cinco reservas de naturaleza en la parroquia, incluso a todo de la isla deshabitado de Lihou desde 1995.
La parroquia es principalmente rural con un pequeño pueblo en el centro. La iglesia parroquial es una de las más inusuales de las islas, ya que está construida al fondo de un pequeño valle y el interior de la iglesia no es plano sino diagonal en apariencia.